# Теорема о рациональных корнях
В алгебре теоре́ма о рациона́льных корня́х (также тест на рациона́льные ко́рни) определяет рамки для рациональных корней многочлена вида:
{\displaystyle a_{n}x^{n}+a_{n-1}x^{n-1}+...+a_{0}=0}
с целыми коэффициентами {\displaystyle a_{i}}и {\displaystyle a_{0},a_{n}\neq 0}.
Теорема утверждает, что каждый рациональный корень {\displaystyle x=p/q}, где {\displaystyle p} и {\displaystyle q} — взаимно простые числа, удовлетворяет условию, что
- {\displaystyle p} является делителем свободного члена {\displaystyle a_{0}},

- {\displaystyle q} является делителем старшего коэффициента {\displaystyle a_{n}}.

Теорема о рациональных корнях является частным случаем леммы Гаусса.

## Применение
Теорема используется для нахождения всех рациональных корней многочлена, если таковые существуют. С её помощью определяется конечное количество возможных решений, подлежащих проверке подстановкой. Если рациональный корень {\displaystyle x=r} найден, исходный многочлен может быть поделён без остатка на {\displaystyle (x-r)} с получением многочлена меньшей степени, чьи корни также являются корнями исходного многочлена.

### Кубическое уравнение
Кубическое уравнение в общем виде:
{\displaystyle ax^{3}+bx^{2}+cx+d=0}
с целыми коэффициентами имеет три решения в комплексных числах. Если тест на рациональные корни не выявляет таковых, то единственным способом выражения решений является использование кубических корней. Однако в случае выявления хотя бы одного рационального решения r, вынесение (x-r) за скобки приводит к квадратному уравнению, которое возможно решить через дискриминант.

## Доказательство
Пусть:
{\displaystyle P(x)=a_{n}x^{n}+a_{n-1}x^{n-1}+...+a_{1}x+a_{0},a_{0},...a_{n}\in Z}.
Предположим, что {\displaystyle P(p/q)=0} для некоторых взаимно простых целых {\displaystyle p} и {\displaystyle q}:
{\displaystyle P\left({\frac {p}{q}}\right)=a_{n}\left({\frac {p}{q}}\right)^{n}+a_{n-1}\left({\frac {p}{q}}\right)^{n-1}+...+a_{1}\left({\frac {p}{q}}\right)+a_{0}=0}.
Умножая обе части уравнения на {\displaystyle q^{n}}, вынося {\displaystyle p} за скобки и перенося свободный член с противоположным знаком в правую часть уравнения, получаем:
{\displaystyle p(a_{n}p^{n-1}+a_{n-1}qp^{n-2}+...+a_{1}q^{n-1})=-a_{0}q^{n}}.
Видно, что {\displaystyle p} является делителем {\displaystyle a_{0}q^{n}}. Но {\displaystyle p} и {\displaystyle q} — взаимно простые числа, значит, {\displaystyle p} также должно быть делителем {\displaystyle a_{0}}.
Если, напротив, перенести старший член в правую часть уравнения и вынести {\displaystyle q} за скобки, получим:
{\displaystyle q(a_{n-1}p^{n-1}+a_{n-2}qp^{n-2}+...+a_{0}q^{n-1})=-a_{n}p^{n}}.
Сделаем вывод о делимости {\displaystyle a_{n}} на {\displaystyle q}.

## Примеры

### Пример 1
Каждый рациональный корень многочлена
{\displaystyle 2x^{3}+x-1}
должен иметь делитель единицы в числителе и делитель двойки в знаменателе. Таким образом, возможными рациональными корнями являются {\displaystyle \pm {\frac {1}{2}}} и {\displaystyle \pm 1}. Однако ни один из них не обращает выражение в ноль, следовательно, многочлен рациональных корней не имеет.

### Пример 2
Каждый рациональный корень многочлена
{\displaystyle x^{3}-7x+6}
должен иметь делитель шестерки в числителе и делитель единицы в знаменателе, откуда возможными корнями являются {\displaystyle \pm 1,\pm 2,\pm 3,\pm 6}. Из них {\displaystyle 1}, {\displaystyle 2} и {\displaystyle -3} обращают выражение в ноль, являясь, таким образом, корнями многочлена.